# Христос — наша Пасха (катехизм)
Катехизм «Христос — наша Пасха» — офіційний текст віровчення Української греко-католицької церкви. Книга розкриває особливість богословської традиції УГКЦ, спираючись на Святе Письмо, спадщину Отців Церкви та Отців УГКЦ, рішень Вселенських та Помісних соборів, богослужбових творів, агіографії та іконографії. Катехизм поділяється на три частини: віра церкви, молитва церкви й життя церкви. За методологічну основу тексту Катехизму взято анафору Літургії св. Василія Великого. Офіційне представлення катехизму відбулось у Львівській духовній семінарії 24 червня 2011 року за участі Блаженнішого Святослава (Шевчука), Глави УГКЦ.

## Зміст Катехизму

### Віра церкви
Перша частина Катехизму розкриває зміст християнської віри в Пресвяту Тройцю: Отця, і Сина, і Святого Духа — єдиного Бога, який об'явив себе людям і дав їм пізнати свою волю. Частина поділяється на три розділи: «Об’явлення Пресвятої Тройці», «Віруємо в Тройцю єдиносущну і нероздільну», «Віруємо в Бога Отця, Творця неба і землі, і в Спасителя нашого Ісуса Христа, і в Духа Святого Господа животворящого».

### Молитва церкви
Друга частина Катехизму розкриває богослужбове життя церкви — молитовне зібрання церкви у Христі силою Святого Духа для прослави й благодарення Отця. Частина поділяється на три розділи: «Молитва церковної спільноти», «Час і простір церковної молитви», «Особиста молитва християнина».

### Життя церкви
Третя частина Катехизму у світлі Божого Об'явлення та на основі східнохристиянської традиції розкриває життя та діяльність християнина як нової людини у Христі. Бог Отець через Сина у Святому Дусі дарує людині нове життя, до повноти якого вона покликана дозріти. Цей Божий дар християнин пізнає, розвиває і виявляє через добрі вчинки. Третя частина поділяється на п'ять розділів: «Духовне життя — життя у Святому Дусі», «Людина у Христі як нове сотворіння», «Християнська сім'я як нове створіння», «Суспільство, переображене в церкві», «Переображення всесвіту».